# Seven Stones/Saison 2010
Dieser Artikel listet Erfolge und Mannschaft des Radsportteams Seven Stones in der Saison 2010 auf.

## Abgänge-Zugänge
| Zugänge             | Team 2009               | Abgänge               | Team 2010                 |
| ------------------- | ----------------------- | --------------------- | ------------------------- |
| Christopher Schmieg | Continental Team Milram | Alexander Schmitt     | Team Kuota-Indeland       |
| Thomas Bontenackels | Team Kuota-Indeland     | Daniel Westmattelmann | Team Kuota-Indeland       |
| Andreas Henig       | Team Kuota-Indeland     | Kim Lachmann          | Team Nutrixxion Sparkasse |
| Julian Kern         | Neoprofi                | Henrik Albinus        | SC Wiedenbrück 2000       |
|                     |                         | Micha Glowatzki       | Unbekannt                 |

## Mannschaft
| Name                | Geburtstag         | Nationalität |              |
| ------------------- | ------------------ | ------------ | ------------ |
| Patrick Bercz       | 11. September 1989 | Deutschland  |              |
| Thomas Bontenackels | 30. März 1986      | Deutschland  |              |
| Maurice Calles      | 10. Dezember 1989  | Deutschland  |              |
| Andreas Henig       | 26. Oktober 1988   | Deutschland  |              |
| Michael Hümbert     | 6. Januar 1990     | Deutschland  |              |
| Julian Kern         | 28. Dezember 1989  | Deutschland  |              |
| Alexander Nordhoff  | 25. Oktober 1989   | Deutschland  |              |
| Christopher Roth    | 18. April 1990     | Deutschland  |              |
| Christopher Schmieg | 3. März 1989       | Deutschland  |              |
| Frank Wagner        | 5. März 1990       | Deutschland  |              |
| Stagiaires          | Stagiaires         | Nationalität | Nationalität |
| Fritz Koch          | Fritz Koch         | Deutschland  |              |